# Rapatnica
Rapatnica (en cyrillique : Рапатница) est un village de Bosnie-Herzégovine. Il est situé dans la municipalité de Srebrenik, dans le canton de Tuzla et dans la fédération de Bosnie-et-Herzégovine. Selon les premiers résultats du recensement bosnien de 2013, il compte 1 025 habitants.

## Géographie
Le village est situé au bord de la rivière Tinja.

## Démographie

### Évolution historique de la population dans la localité
| 1948 | 1953 | 1961  | 1971 | 1981  | 1991 | 2013  |
| ---- | ---- | ----- | ---- | ----- | ---- | ----- |
| -    | -    | 1 256 | 917  | 1 562 | 815  | 1 025 |

|  |